# 小李村太岳行署旧址
小李村太岳行署旧址位于中国山西省临汾市安泽县杜村乡小李村，是一处全国重点文物保护单位。

## 保护
1982年，太岳行署旧址公布为安泽县文物保护单位。	
2016年6月6日，小李村太岳行署旧址公布为第五批山西省文物保护单位，编号5-176，近现代类，年代为民国三十一年（1942）。
2019年10月7日，小李村太岳行署旧址公布为第八批全国重点文物保护单位，编号8-0533-5-017，近现代重要史迹及代表性建筑类，年代为1942～1944年。